# 阿爾比 (羽球運動員)
哈里揚托·阿爾比（1972年1月21日—），通常簡稱其為阿爾比，印度尼西亞男子羽球運動員，曾獲得1995年世界羽毛球锦标赛男单冠军，1993年、1994年全英羽球公開賽男单冠軍。
阿爾比的兩位哥哥洪忠和、洪忠中都是知名羽球運動員。

## 外部連結
- 阿爾比在世界羽球聯盟的登錄資料